# Grimstadfjorden

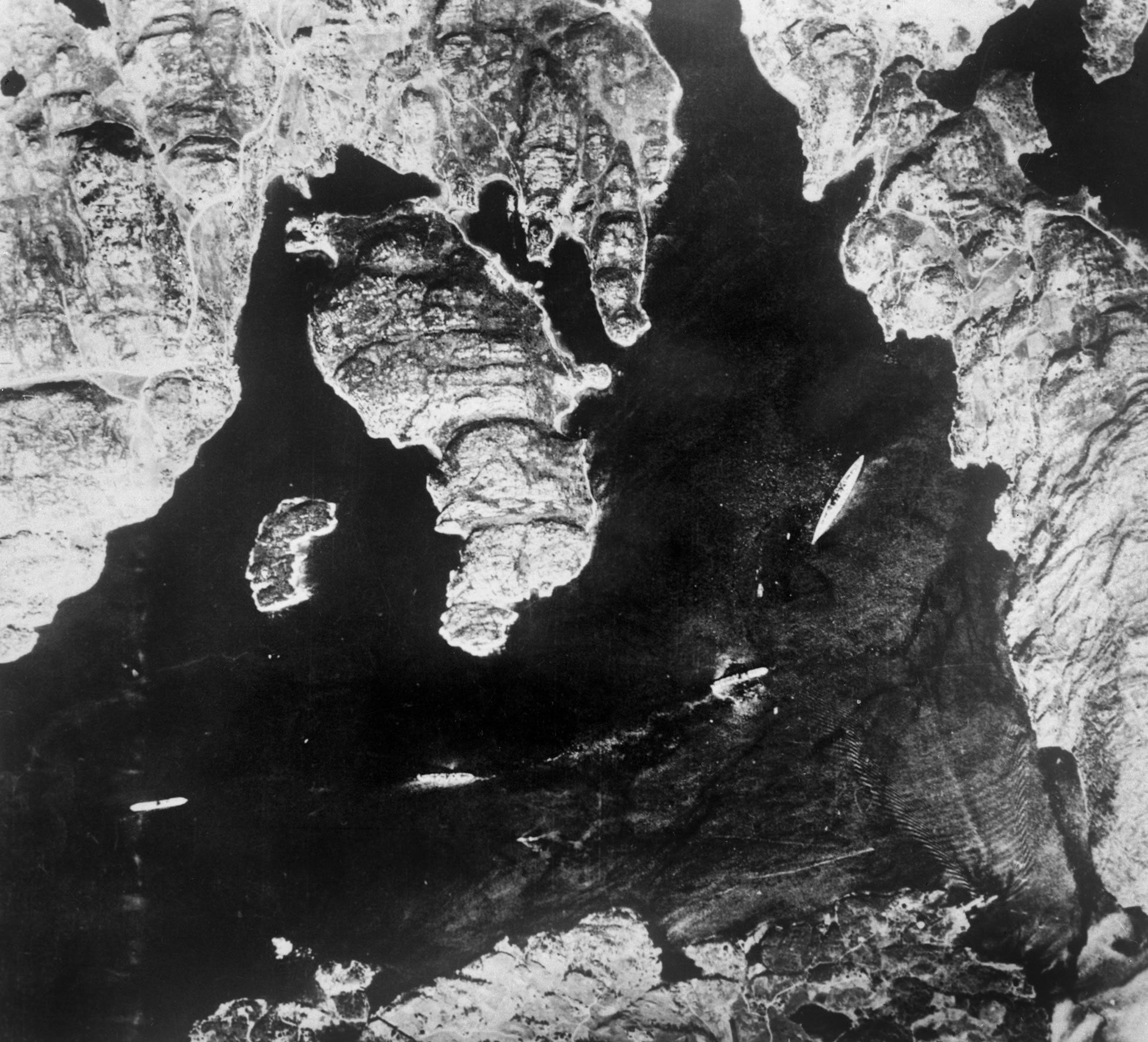
Slagskeppet Bismark i Grimstadfjorden 1941.

Grimstadfjorden är en arm av Raunefjorden på gränsen mellan stadsdelarna Laksevåg och Ytrebygda i Bergens kommun i Hordalands fylke, Norge. Den fyra kilometer långa fjorden går mot öst in i Bergenhalvön, och har förbindelse med Nordåsvatnet vid Nordåsstraumen. I Grimstadfjordens norra del ligger norska marinens huvudbas Haakonsvern i Mathopen.